# Міко

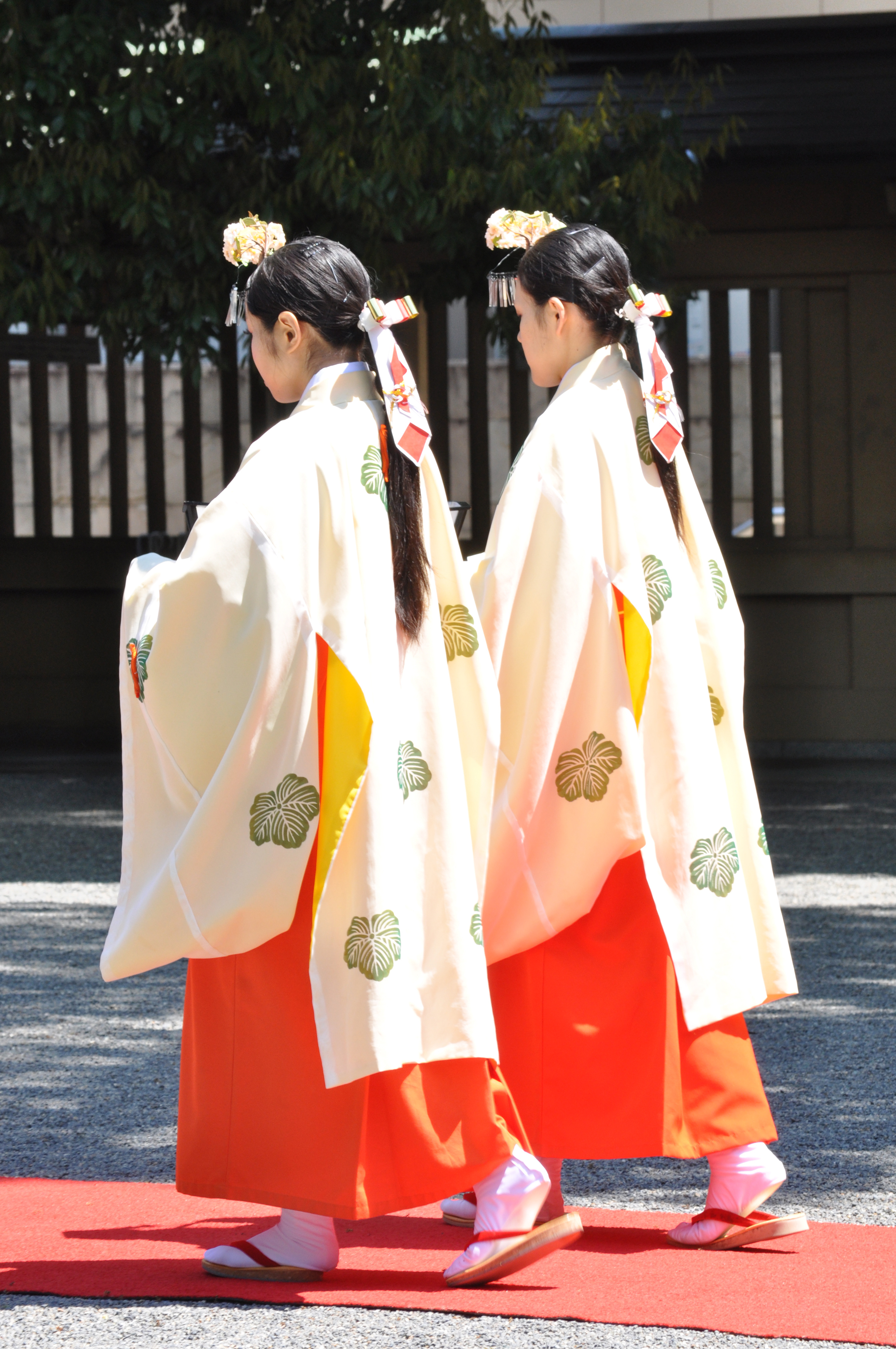
Жриці в одязі для ритуального танцю.

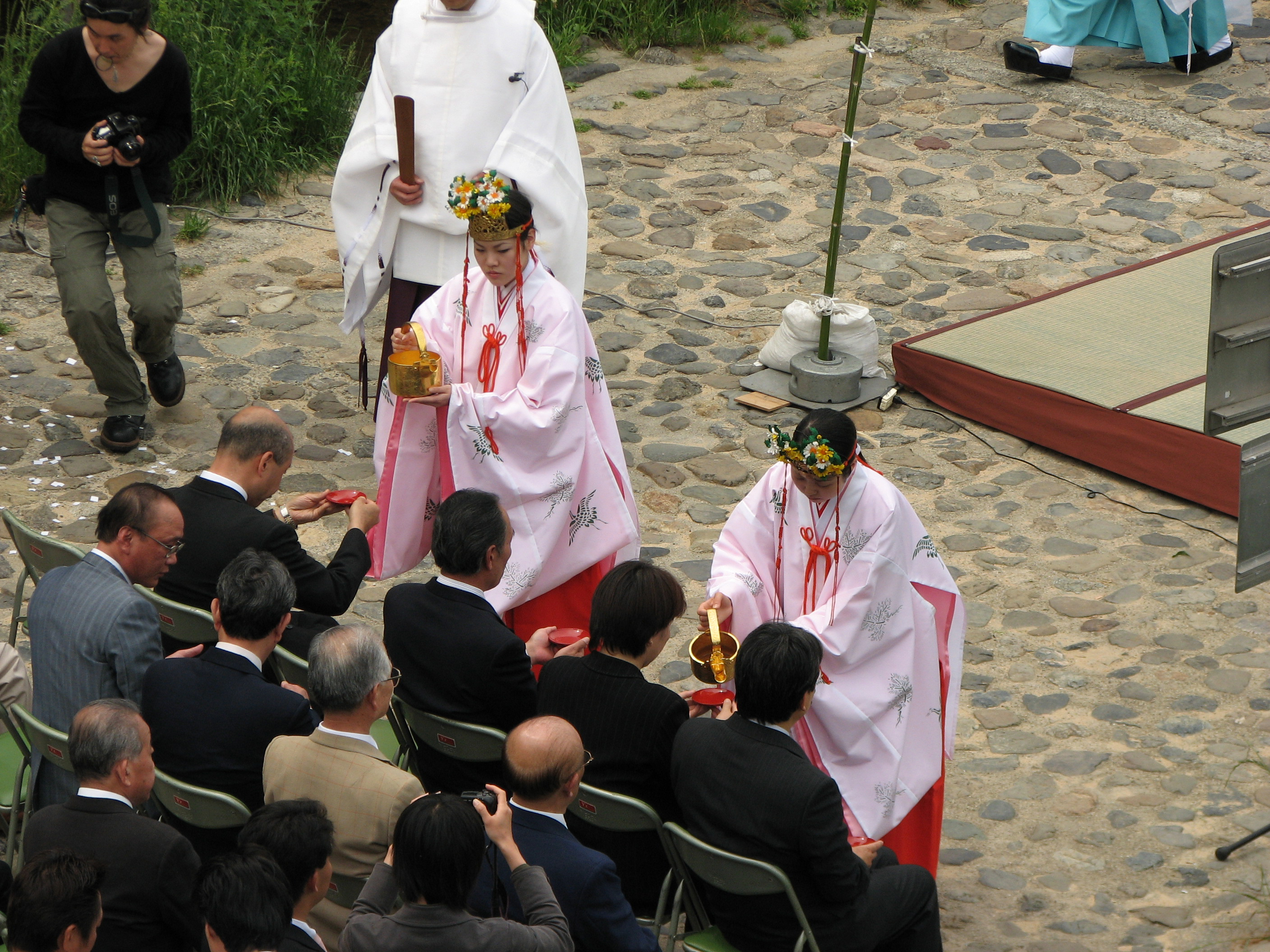
Жриці розливають саке присутнім на церемонії (святилище Камо, Кіото).

Міко (яп. 【巫女】, みこ, «жриця», «шаманка») — жриця-шаманка або прислужниця шінтоїстського святилища в Японії. Традиційно займалися окультними практиками — ворожбитцтвом, віщунством (оракул), замовляннями, наврочуваннями, ритуальними танцями, а також цілительством, прихрамовою торгівлею та культовою проституцією. З 2-ї половини XIX століття, у зв'язку з модернізацією країни та шинтоїзму — винятково прислуга шінтоїстського святилища. Допомагають у проведенні обрядів вищому духовенству святилища, підтримують чистоту та порядок на території храму. Зазвичай, жрицями служили неодружені дівчата або жінки. У сучасній Японії жрицями підробляють студентки, особливо під час шінтоїстських свят.  

## Опис

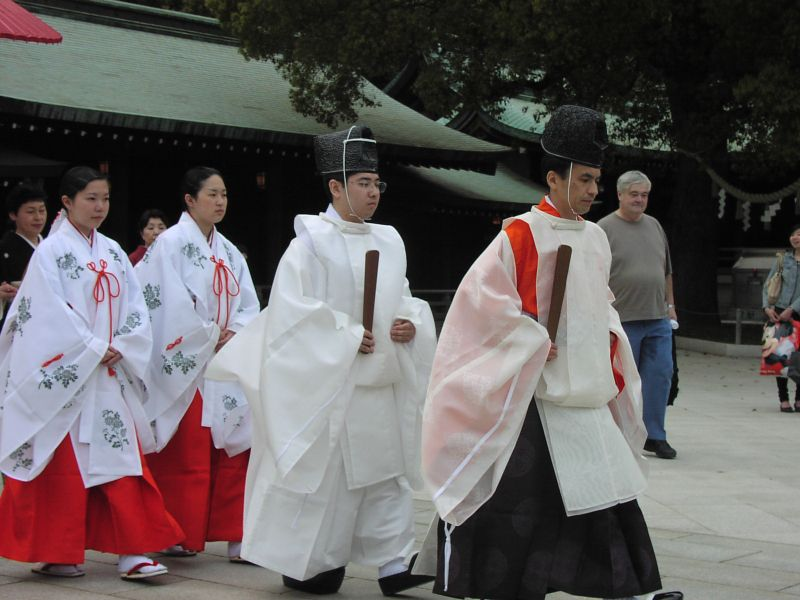
Жриці у супроводі священиків

У давнину жриці вводили себе в транс ритуальним танцем каґура (прообраз якого можна знайти в міфі про те, як виманювали з печери богиню Сонця Аматерасу), яка повинна була привернути увагу божества, що перейшло у тіло шаманки. У такому стані жриці здійснювали передбачення від імені богів, лікували хвороби, давали поради політичним діячам. Вважається, що жриці були незайманими, хоча доказів тому немає. Швидше за все, дівчата служили в храмах лише до шлюбу, після якого залишали службу та переключалися на домашнє господарство. 
З плином часу і приходом в синто даоських віянь з Китаю, ритуальний танець став «розсудливішим», «цивілізованішим». Нині це суворе церемоніальне дійство, який виконувався під музику флейти та кото (струнного щипкового інструменту). Ритм танцю задається постукуванням спеціальних дощечок шякубьоші. 
Традиційне вбрання синтоїстської жриці складається з білої сорочки з широкими рукавами (яка в довжину зазвичай дістає до п'ят), яскраво-червоних хакама та табі (високих шкарпеток з відокремленим великим пальцем).

## У мистецтві

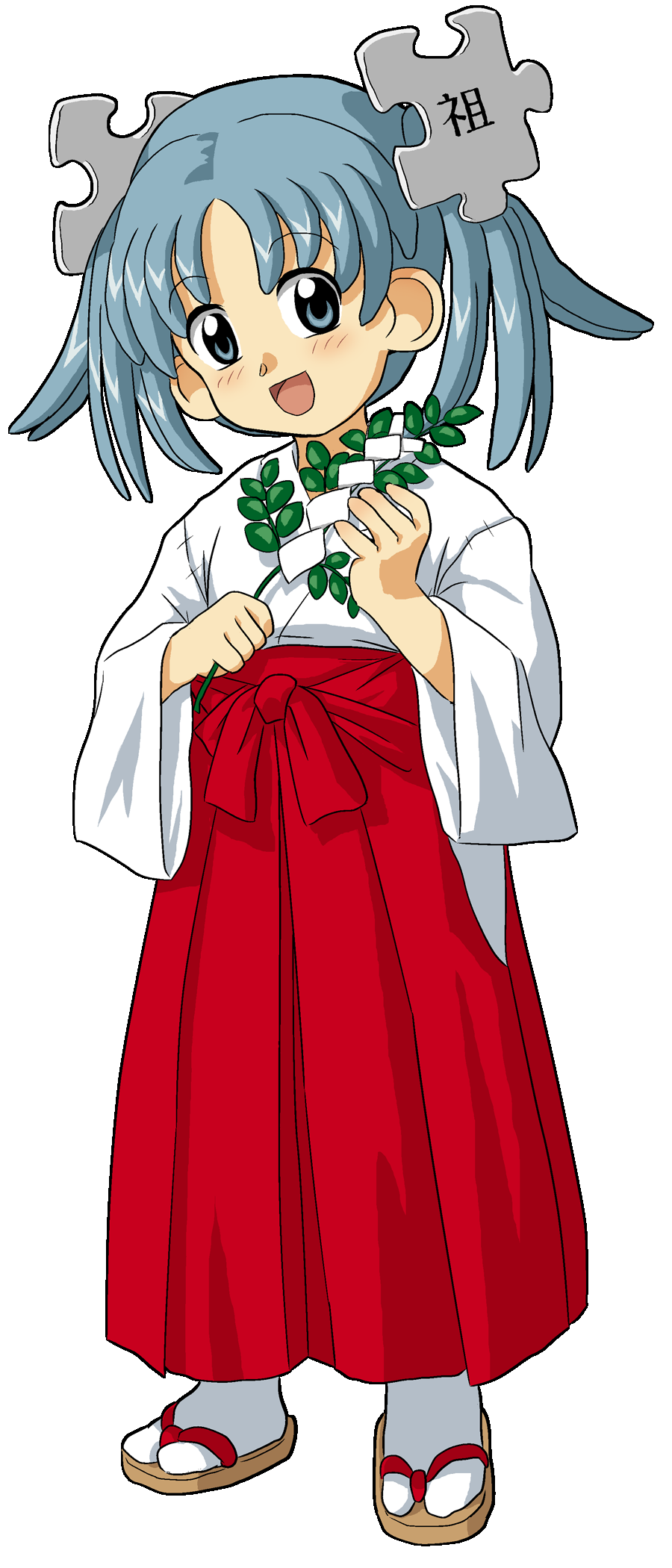
Вікіпе-тян в образі міко

У літературі, манзі та аніме, що описують середньовічну Японію, жриці зазвичай зображуються героїнями, які захищають людей від злих духів, демонів та привидів. У подібних історіях жриці володіють яким-небудь бойовим мистецтвом, із застосуванням традиційної японської зброї (лук або меч), а також користуються магією, найчастіше о-фуду. 
Жриці в книгах, фільмах, аніме та манзі зображуються переважно молодими та привабливими; вони можуть служити при храмі, допомагаючи священику; від них не потрібно аскетичного життя або прийняття обітниць безшлюбності. 